# Red Sox Nation
Red Sox Nation (la nation Red Sox) est une expression couramment utilisée pour désigner le fait que les Red Sox de Boston est une équipe qui est populaire partout en Amérique du Nord, et non seulement à Boston. Bien qu'il soit difficile de la délimiter, la Red Sox Nation comprend principalement la Nouvelle-Angleterre, le nord de l'État de New York, le Québec et les provinces maritimes au Canada. Le terme est principalement populaire dans les autres villes lorsque les Red Sox de Boston jouent en séries éliminatoires contre leurs rivaux de tous les temps les Yankees de New York, une équipe impopulaire en dehors des limites de l'État, alors que les partisans des autres équipes qui n'aiment pas les Yankees supportent spontanément les Red Sox de Boston (en particulier les fans des Mets de New York).